# Комітет з етики наукових публікацій
Комітет з етики наукових публікацій (The Committee on Publication Ethics; COPE) — некомерційна організація, місія якої полягає у визначенні найкращої практики в етиці  науково-видавничої роботи та допомозі редактору,  видавцям та ін. досягти цього. Утворений у 1997 році.

## Місія
COPE виховує та підтримує редакторів, видавців і тих, хто займається етикою видань, з метою переміщення культури видавництва до тієї, де етична практика стає нормою, частиною видавничої культури. Підхід COPE чітко спрямований на вплив через освіту, ресурси та підтримку членів COPE разом із стимулюванням професійних дискусій у широкій громаді. Він також пропонує форум для своїх членів для обговорення окремих випадків (зустрічі чотири рази на рік у Великій Британії та один раз на рік у Північній Америці).
COPE видає щомісячний інформаційний бюлетень та організовує щорічні семінари. COPE створив інструмент аудиту для членів для вимірювання відповідності його «Основній практиці» та керівництву у вигляді блок-схем, дискусійних документів, вказівок та модулів електронного навчання.

## Історія
COPE була заснована в 1997 році невеликою групою редакторів медичних журналів у Великій Британії. Станом на 2022 рік COPE налічує понад 13 000 членів по всьому світу з усіх академічних галузей. Платне членство відкрите для редакторів академічних журналів та інших осіб, зацікавлених в етиці публікацій, і варіюється щороку залежно від типу членства.
Перші керівні принципи COPE були розроблені після обговорення на засіданні COPE у квітні 1999 року і опубліковані як "Керівні принципи з належної практики публікацій" у Щорічному звіті за 1999 рік. На їхній основі перше видання Кодексу поведінки редакторів було опубліковано на першому вебсайті COPE в листопаді 2004 року, а також у вигляді редакційної статті в BMJ. У 2017 році Кодекс було замінено спрощеним описом очікувань у вигляді Основних практик COPE з посиланнями на детальні настанови COPE.